# Sisters (serie televisiva)
Sisters  è una serie televisiva statunitense in 127 episodi trasmessi per la prima volta nel corso di 6 stagioni dal 1991 al 1996.

## Trama
Quattro sorelle  vivono a Winnetka, in Illinois. Il padre, Thomas Reed, un medico, da poco scomparso, era sempre stato assente mentre la madre si è data all'alcolismo. Avendo sempre voluto figli maschi, il padre chiamava le ragazze con le versioni maschili dei loro nomi completi: Alexandra come Alex, Teodora come Teddy, Georgiana come Georgie, e Francesca come Frankie. Gli episodi spesso sono caratterizzati da flashback delle quattro donne da bambine e da adolescenti.

## Personaggi
- Alexandra 'Alex' Reed Halsey Barker (127 episodi, 1991-1996), interpretata da	Swoosie Kurtz, la sorella maggiore, è sposata e ha un forte senso del dovere verso la sua famiglia.
- Georgiana 'Georgie' Reed Whitsig (127 episodi, 1991-1996), interpretata da	Patricia Kalember, altra sorella, sposata, è un tipo estroverso.
- Theodora 'Teddy' Reed Margolis Falconer Sorenson (127 episodi, 1991-1996), interpretata da	Sela Ward (vinse un Emmy Award per il ruolo nel 1994), altra sorella, un tipo testardo.
- Beatrice 'Bea' Reed Ventnor (127 episodi, 1991-1996), interpretata da	Elizabeth Hoffman, madre delle quattro sorelle.
- John Whitsig (100 episodi, 1991-1996), interpretato da	Garrett M. Brown.
- Francesca 'Frankie' Reed Margolis (93 episodi, 1991-1996), interpretata da Julianne Phillips, la sorella più giovane, è indipendente e vive in un loft.
- Catherine 'Cat' Margolis (80 episodi, 1991-1996), interpretata da	Heather McAdam.
- Mitch Margolis (75 episodi, 1991-1994), interpretato da	Ed Marinaro.
- Evan Whitsig (45 episodi, 1991-1996), interpretato da	Dustin Berkovitz.
- Trevor Whitsig (43 episodi, 1991-1996), interpretato da	Ryan Francis.
- Teddy da ragazza (39 episodi, 1991-1996), interpretata da	Jill Novick.
- Alex da ragazza (37 episodi, 1991-1996), interpretata da	Sharon Martin.
- Young Georgie (34 episodi, 1991-1996), interpretato da	Riff Regan.
- Reed Halsey (32 episodi, 1991-1994), interpretato da	Ashley Judd, figlia di Alex e Wade.
- dottor Charlotte 'Charley' Bennett (28 episodi, 1995-1996), interpretato da	Sheila Kelley.
- Albert 'Big Al' Barker (25 episodi, 1993-1996), interpretato da	Robert Klein.
- Frankie da piccola (22 episodi, 1991-1994), interpretata da	Tasia Schutt.
- Judge Truman Ventnor (20 episodi, 1991-1995), interpretato da	Philip Sterling.
- Kirby Philby (20 episodi, 1992-1995), interpretato da	Paul Rudd.
- Wade Halsey (19 episodi, 1991-1993), interpretato da	David Dukes, marito di Alex.
- Norma Lear (19 episodi, 1993-1996), interpretata da	Nora Dunn.
- detective James Falconer (19 episodi, 1993-1994), interpretato da	George Clooney, è un detective, sposa Teddy ma poi viene ucciso.
- Simon Bolt (18 episodi, 1992-1993), interpretato da	Mark Frankel.
- dottor Charlotte 'Charley' Bennett (15 episodi, 1994-1995), interpretato da	Jo Anderson.
- dottor Gabriel 'Gabe' Sorenson (15 episodi, 1995-1996), interpretato da	Stephen Collins.
- Brian Kohler-Voss (15 episodi, 1995-1996), interpretato da	Joe Flanigan.
- dottor Thomas Reed (14 episodi, 1991-1996), interpretato da	Peter White.
- Reed Halsey (13 episodi, 1995-1996), interpretato da	Noelle Parker.
- William 'Billy' Griffin (12 episodi, 1995-1996), interpretato da	Eric Close.
- dottor David Caspian (11 episodi, 1994-1995), interpretato da	Daniel Gerroll.
- McKinley (10 episodi, 1992-1993), interpretato da	Duane Davis.
- Lucky Williams (10 episodi, 1994-1995), interpretato da	John Wesley Shipp.
- Jesse Bayliss (9 episodi, 1995-1996), interpretata da	Sean Nelson.
- Victor Runkle (7 episodi, 1991-1992), interpretato da	David Gianopoulos.
- dottor Wesley 'Wes' Hayes (7 episodi, 1995-1996), interpretato da	Michael Whaley.
- Mitch (6 episodi, 1991-1993), interpretato da	Josh Lozoff, fidanzato di Frankie ed ex marito di Teddy.
- Roxie Whatley (6 episodi, 1994-1995), interpretata da	Kathryn Zaremba.
- Barry Gold (5 episodi, 1991-1994), interpretato da	Ron Fassler.
- Reed Halsey (5 episodi, 1991), interpretata da	Kathy Wagner.
- Kyle Parks (5 episodi, 1993), interpretato da	Dan Gauthier.
- Daniel Albright (5 episodi, 1995), interpretato da	Gregory Harrison.

## Produzione
La serie, ideata da Daniel Lipman e Ron Cowen, fu prodotta da Cowlip Productions e Lorimar Productions e Warner Bros. Television e girata negli studios della Warner Brothers a Burbank e Pasadena in California.

### Registi
Tra i registi della serie sono accreditati:
- Kevin Inch (15 episodi, 1991-1996)
- James A. Contner (14 episodi, 1991-1996)
- Steven Robman (9 episodi, 1991-1994)
- Jan Eliasberg (7 episodi, 1991-1995)
- Mel Damski (7 episodi, 1993-1996)
- Harry Harris (6 episodi, 1993-1996)
- Fred Gerber (5 episodi, 1991-1993)
- Gwen Arner (4 episodi, 1992-1993)
- Rachel Feldman (4 episodi, 1994-1996)
- Sandy Smolan (3 episodi, 1991-1992)
- Michael Engler (3 episodi, 1992-1993)
- Bethany Rooney (3 episodi, 1993-1994)
- Michael Schultz (3 episodi, 1995-1996)
- Robert Butler (2 episodi, 1991)
- Janet G. Knutsen (2 episodi, 1994-1995)
- Alan Myerson (2 episodi, 1994-1995)
- Davis Guggenheim (2 episodi, 1995-1996)
- Bruce Humphrey (2 episodi, 1995-1996)
- Graeme Clifford (2 episodi, 1996)

## Distribuzione
La serie fu trasmessa negli Stati Uniti dal 1991 al 1996 sulla rete televisiva NBC. In Italia è stata trasmessa su Canale 5, LA7, Lei  e Arturo con il titolo Sisters.
Alcune delle uscite internazionali sono state:
- negli Stati Uniti il 11 maggio 1991 (Sisters)
- in Germania il 23 ottobre 1996 (Ein Strauß Töchter)
- in Francia il 15 ottobre 2001 (Les soeurs Reed)
- in Finlandia (Rakkaat siskot)
- in Svezia (Systrar)
- in Italia (Sisters)

## Episodi
| Stagione         | Episodi | Prima TV USA | Prima TV Italia |
| ---------------- | ------- | ------------ | --------------- |
| Prima stagione   | 7       | 1991         |                 |
| Seconda stagione | 22      | 1991-1992    |                 |
| Terza stagione   | 24      | 1992-1993    |                 |
| Quarta stagione  | 22      | 1993-1994    |                 |
| Quinta stagione  | 24      | 1994-1995    |                 |
| Sesta stagione   | 28      | 1995-1996    |                 |